# Bahnhof Wapping

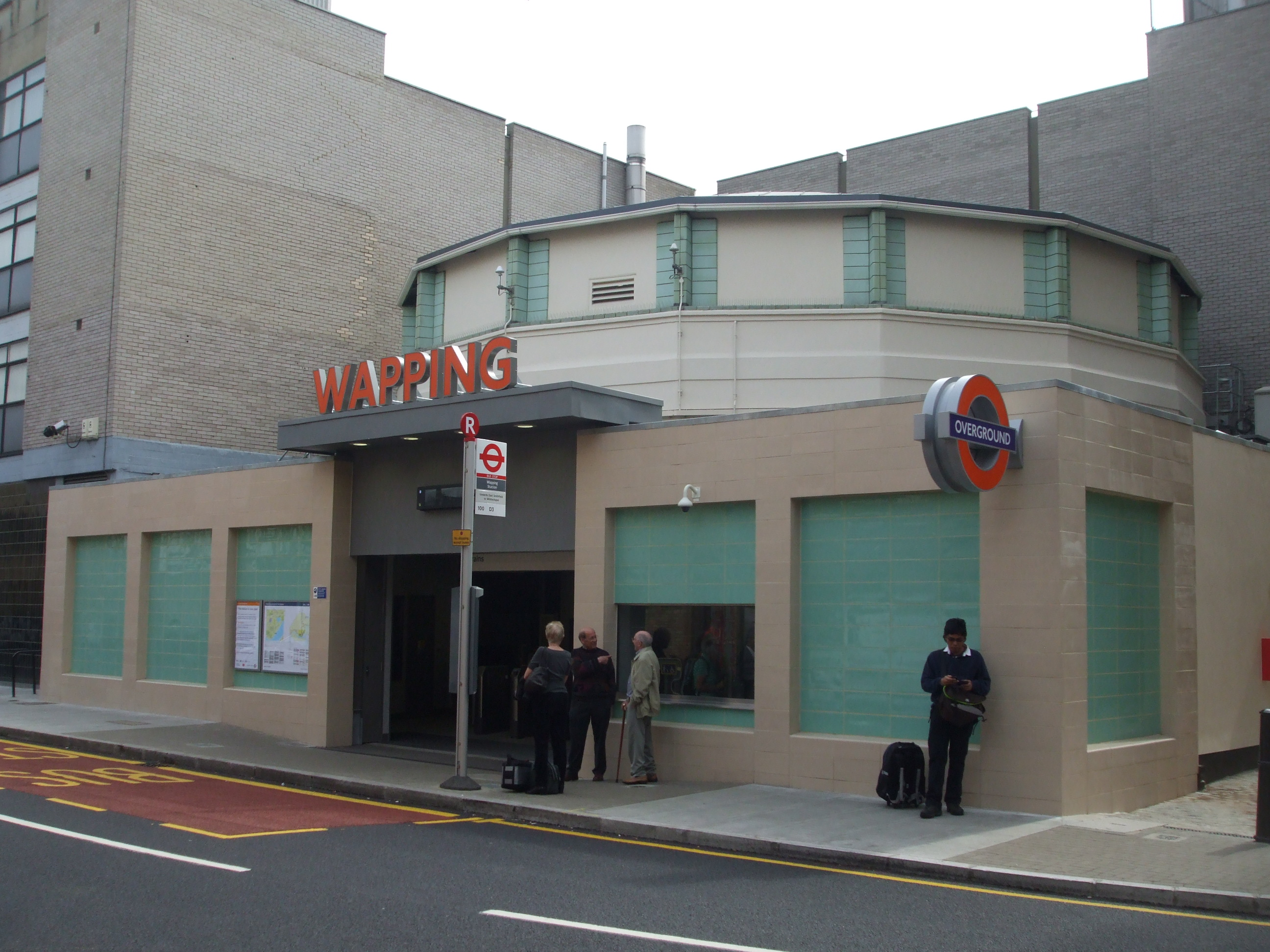
Eingang zum Bahnhof Wapping

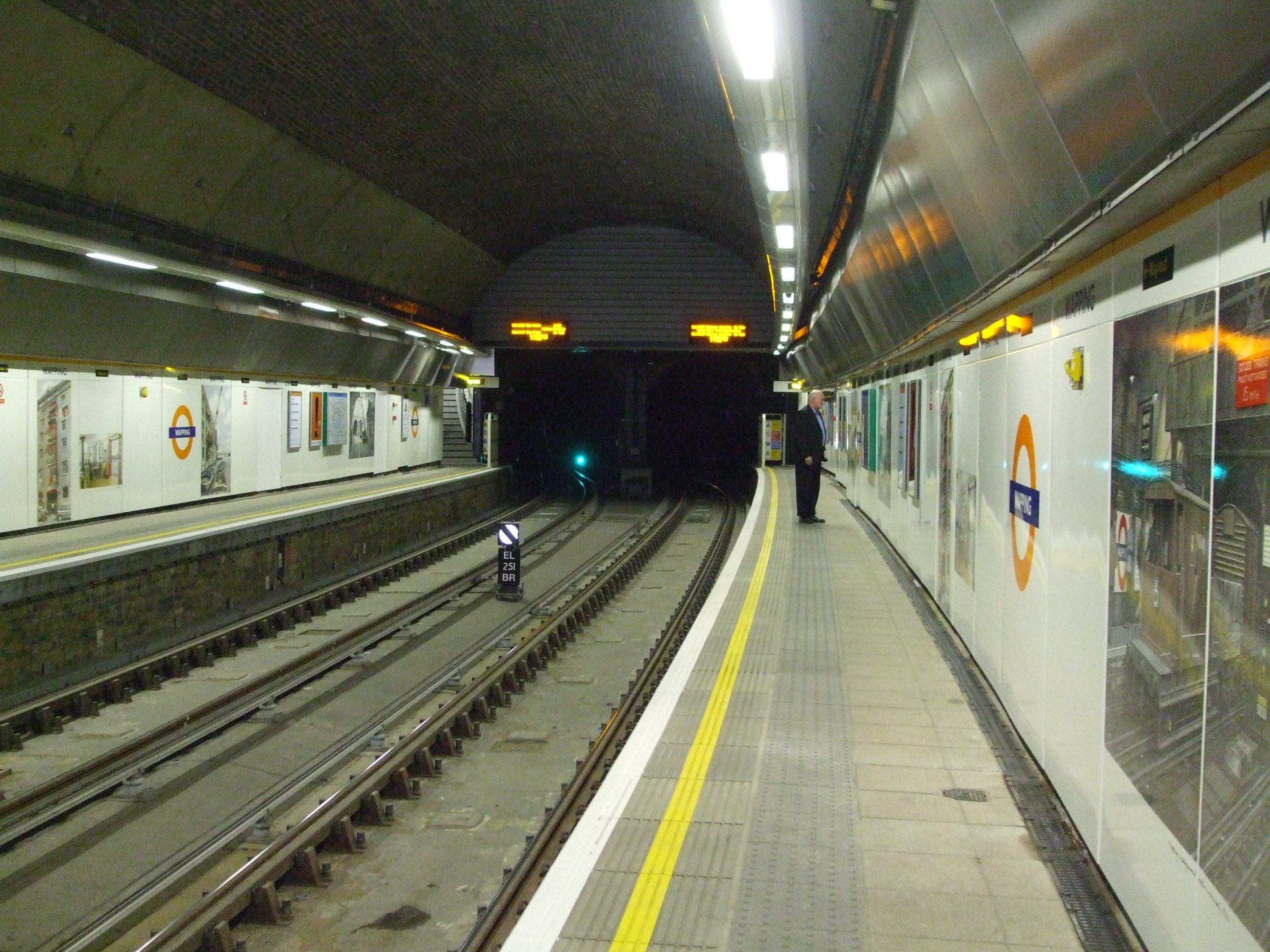
Bahnsteig, in Richtung Thames Tunnel gesehen

Wapping ist ein unterirdischer Bahnhof an der East London Line von London Overground (bis 2007 London Underground) im Stadtbezirk London Borough of Tower Hamlets. Er liegt in der Travelcard-Tarifzone 2 an der Wapping High Street, unmittelbar am Nordufer der Themse. Im Jahr 2013 wurde er von 1,271 Millionen Fahrgästen genutzt.
Der Bahnhof befindet sich am nördlichen Ende des zwischen 1825 und 1843 von Marc Isambard Brunel errichteten Thames Tunnel, der ursprünglich ein Fußgängertunnel war und später für den Eisenbahnverkehr umgebaut wurde. Der Zugang zu den Bahnsteigen erfolgt durch Aufzüge und Treppen. Das Tunnelportal und die Treppen zu den Bahnsteigen stehen seit 1973 unter Denkmalschutz (Grade II).

## Geschichte
Am 7. Dezember 1869 wurde der Bahnhof als nördliche Endstation der East London Railway eröffnet, unter dem Namen Wapping and Shadwell. Die Umbenennung in Wapping erfolgte am 10. April 1876, als die Linie nordwärts in Richtung Liverpool Street verlängert wurde. Den Personenverkehr führte zunächst die London, Brighton and South Coast Railway durch, die bei New Cross Gate eine Verbindung zwischen ihrem Streckennetz und der East London Line besaß. Am 1. Dezember 1884 nahmen die Metropolitan Railway (MR, heute Metropolitan Line) und die Metropolitan District Railway (MDR, heute District Line) den U-Bahn-Betrieb auf.
Die MDR stellte ihren Betrieb am 31. Juli 1905 ein, die MR am 2. Dezember 1906, so dass die Strecke vorübergehend nur dem Güterverkehr diente. Ab 31. März 1913 befuhren Züge der MR wieder die nunmehr elektrifizierte Strecke. Seit der Schließung der Verbindungskurve St Mary’s Curve bei Whitechapel am 5. Oktober 1941 war die East London Line betrieblich eigenständig. Zwischen dem 25. März 1995 und dem 25. März 1998 war die gesamte Strecke wegen Renovierungs- und Modernisierungsarbeiten für jeglichen Verkehr gesperrt.
Am 22. Dezember 2007 wurde die East London Line erneut geschlossen, um sie zu modernisieren und an beiden Enden zu verlängern. Es gab Überlegungen, die Bahnhöfe Wapping und Rotherhithe ganz aufzugeben, weil man davon ausging, dass deren Bahnsteige zu kurz seien, um die neuen längeren Züge von London Overground aufzunehmen. Am 16. August 2004 gab Bürgermeister Ken Livingstone jedoch bekannt, dass beide Bahnhöfe bestehen bleiben würden. Seit dem 27. April 2010 ist die Strecke nach zweieinhalbjähriger Bauzeit wieder offen und ein Teil von London Overground.

## Galerie

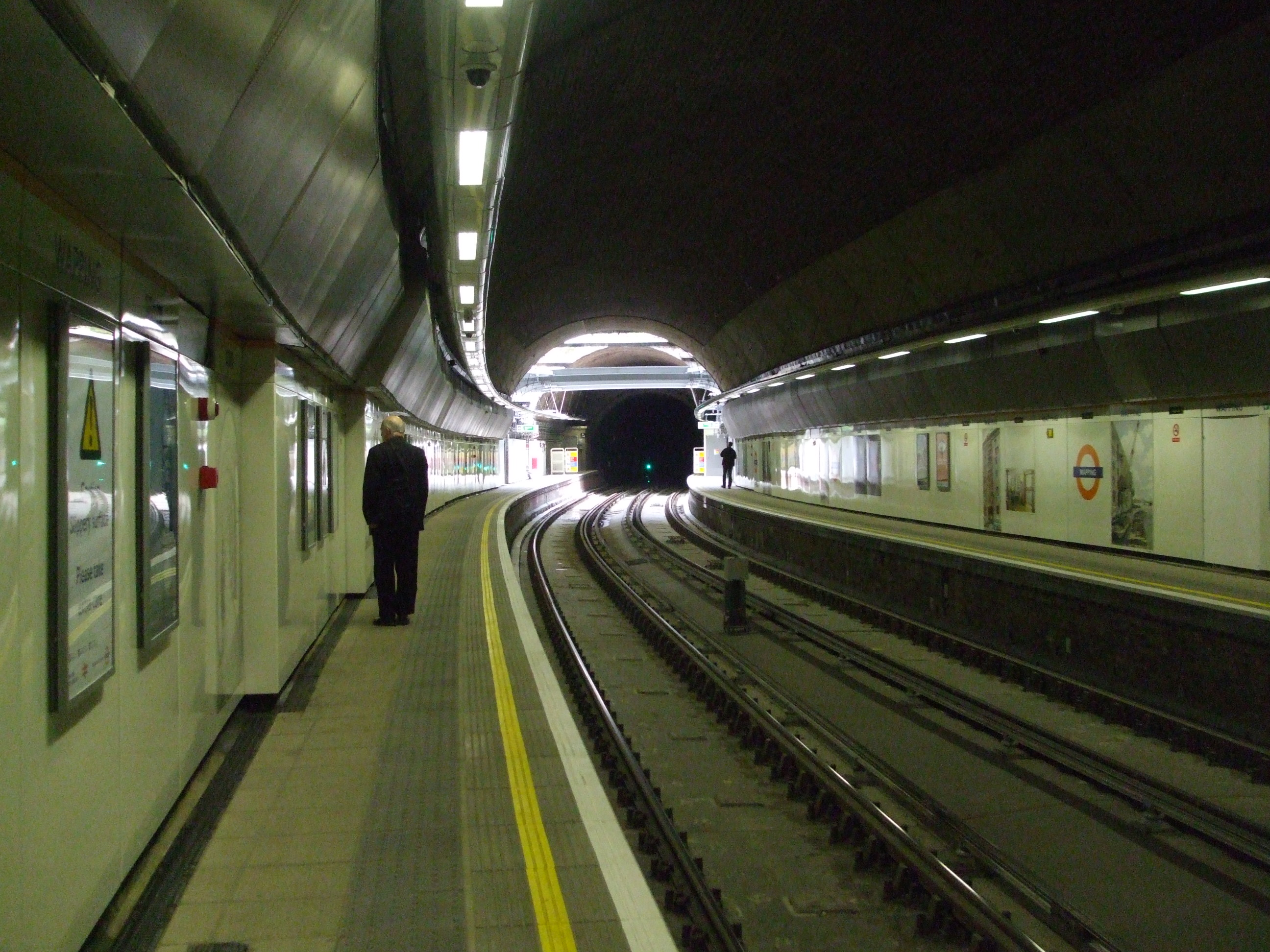
Blick in Richtung Norden
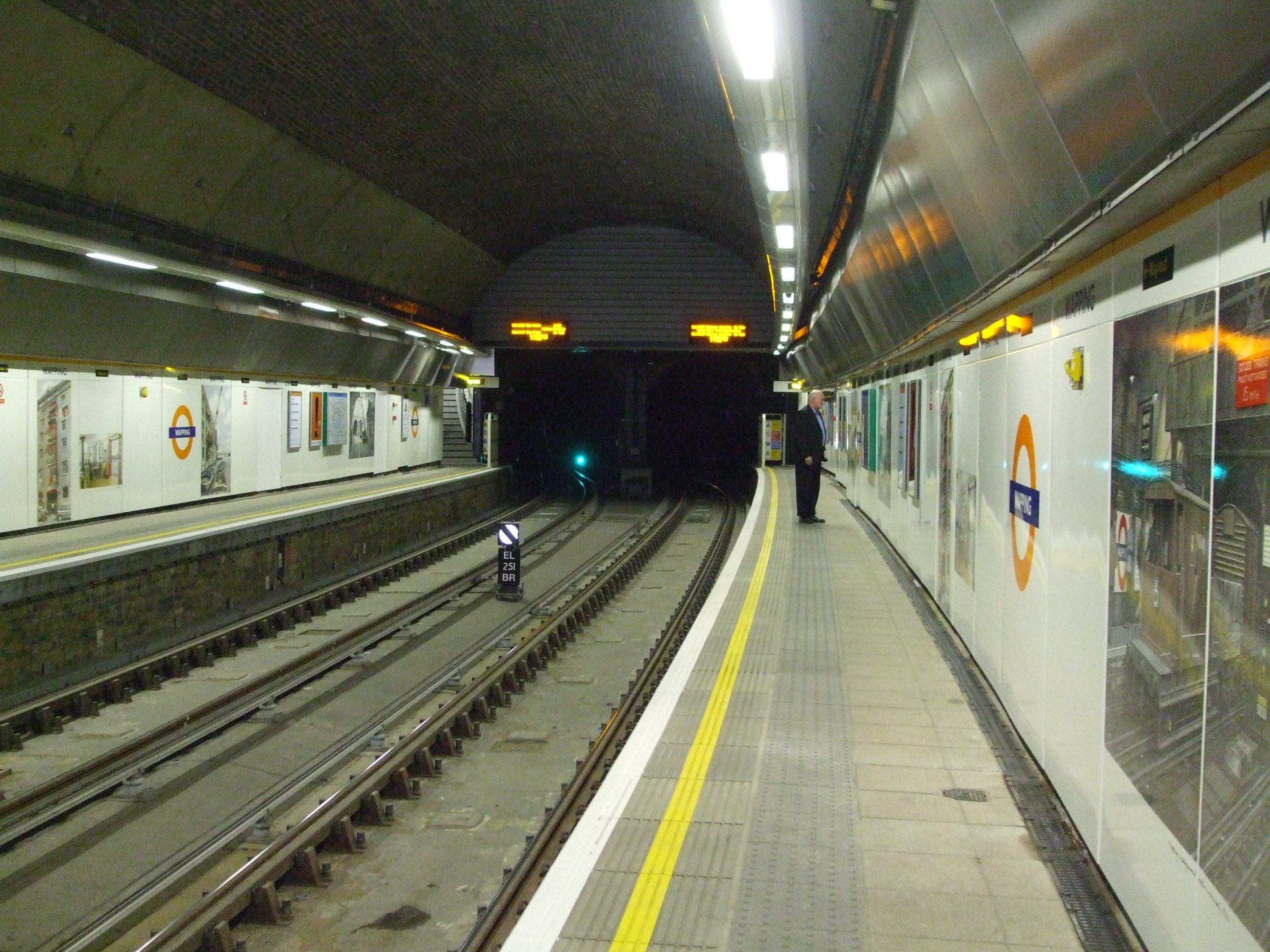
Blick nach Süden zum Thames Tunnel
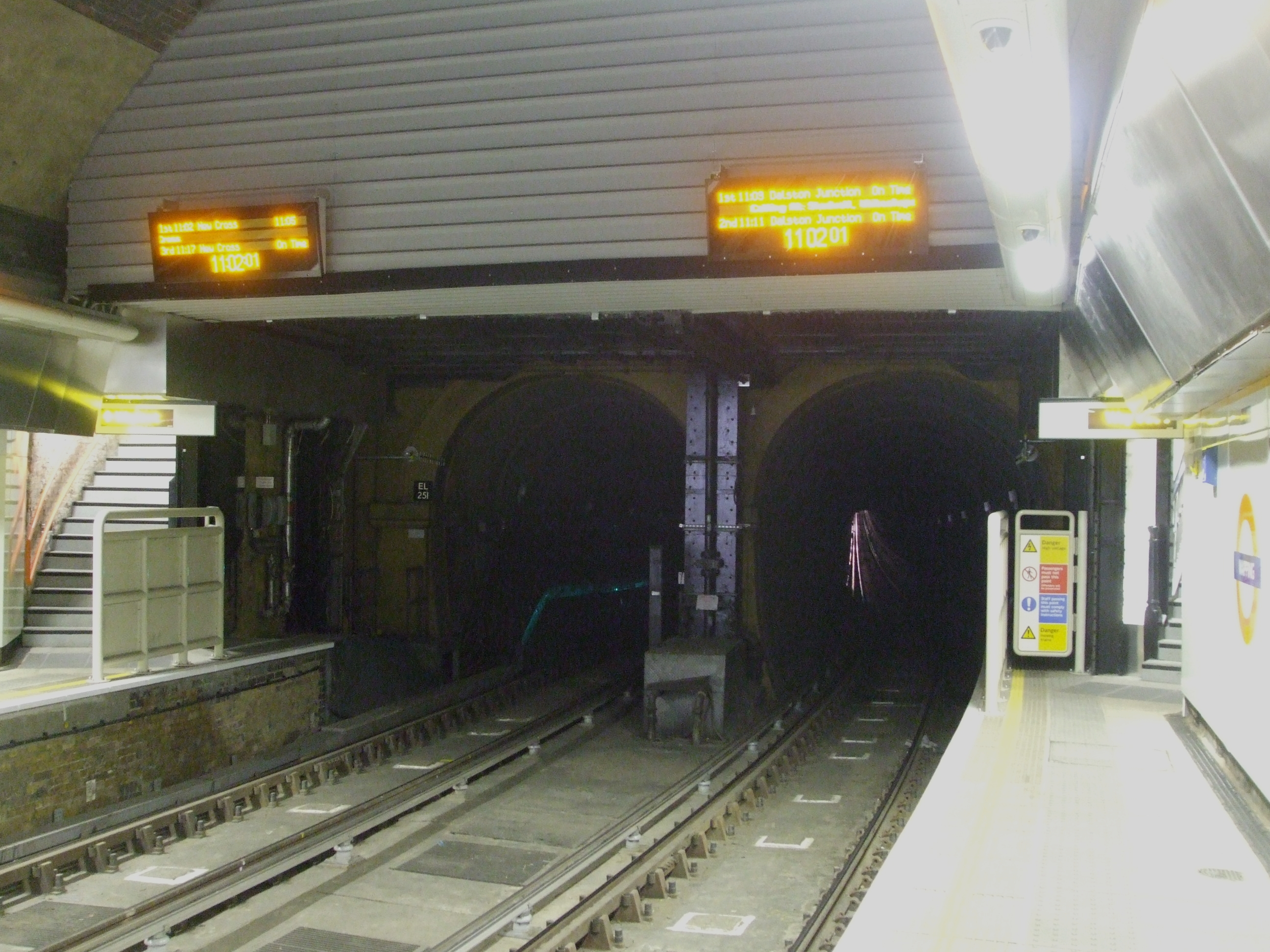
Thames Tunnel-Portal
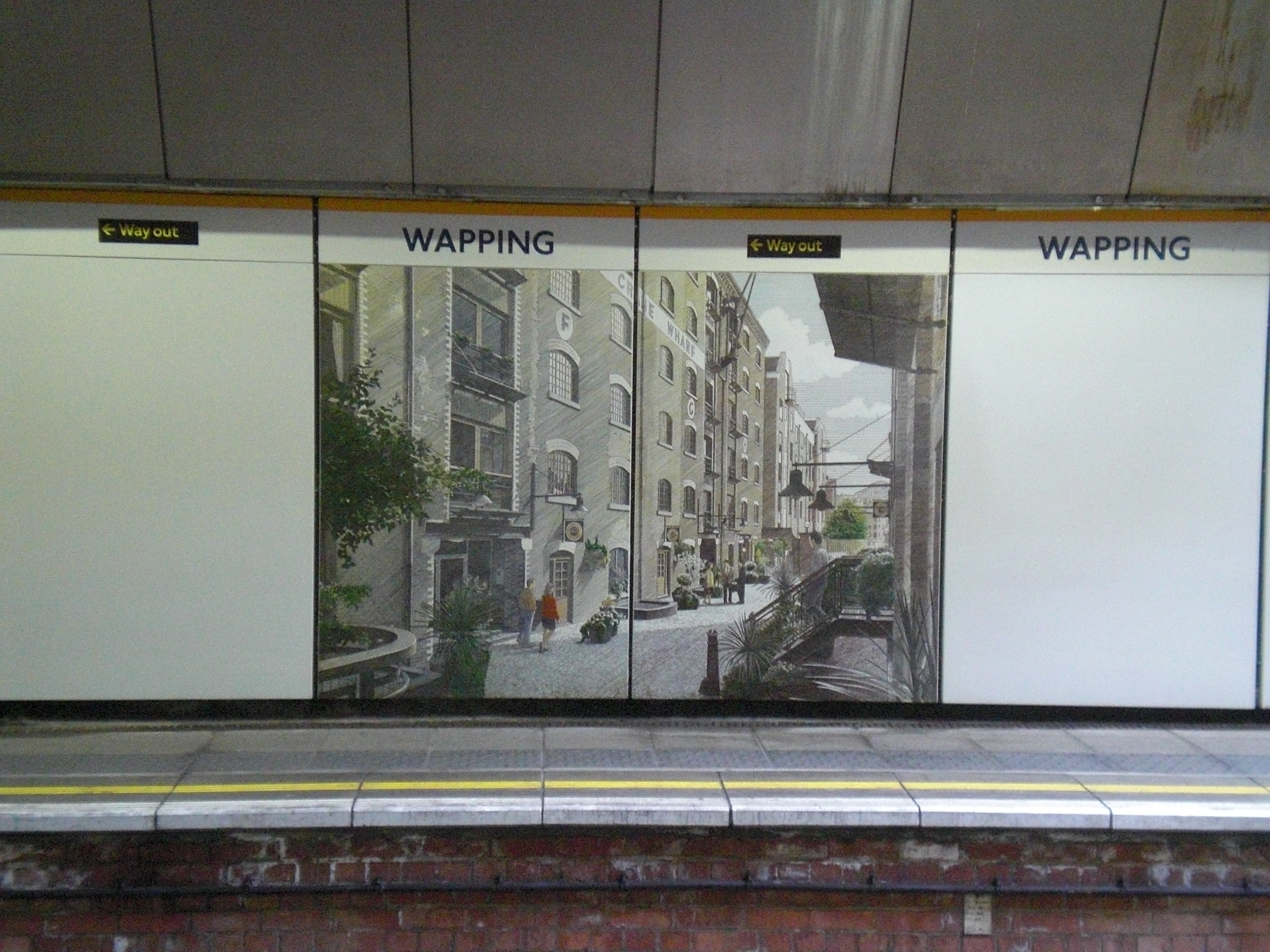
Emaille-Panel von Nick Hardcastle
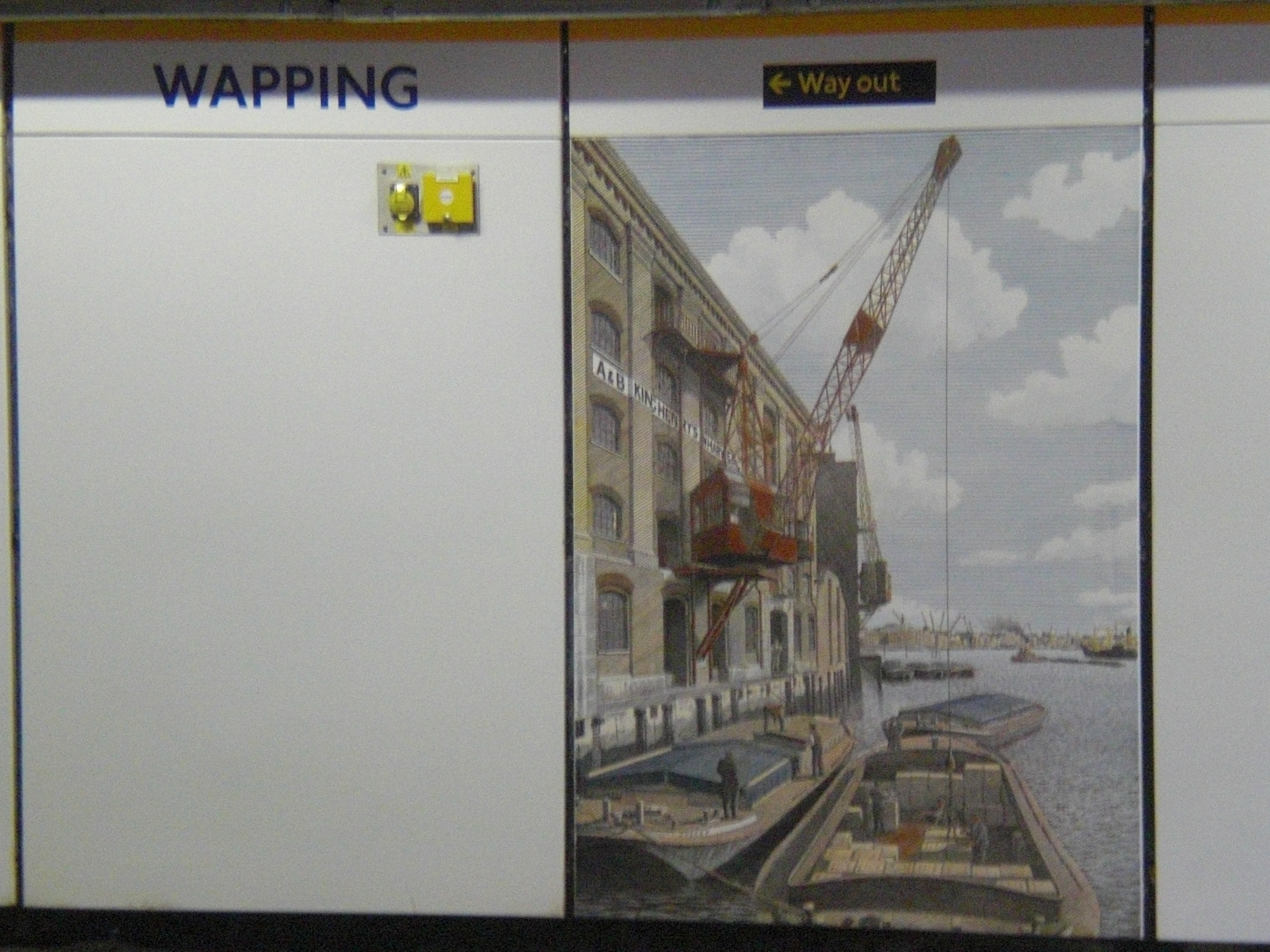
Emaille-Panel von Nick Hardcastle
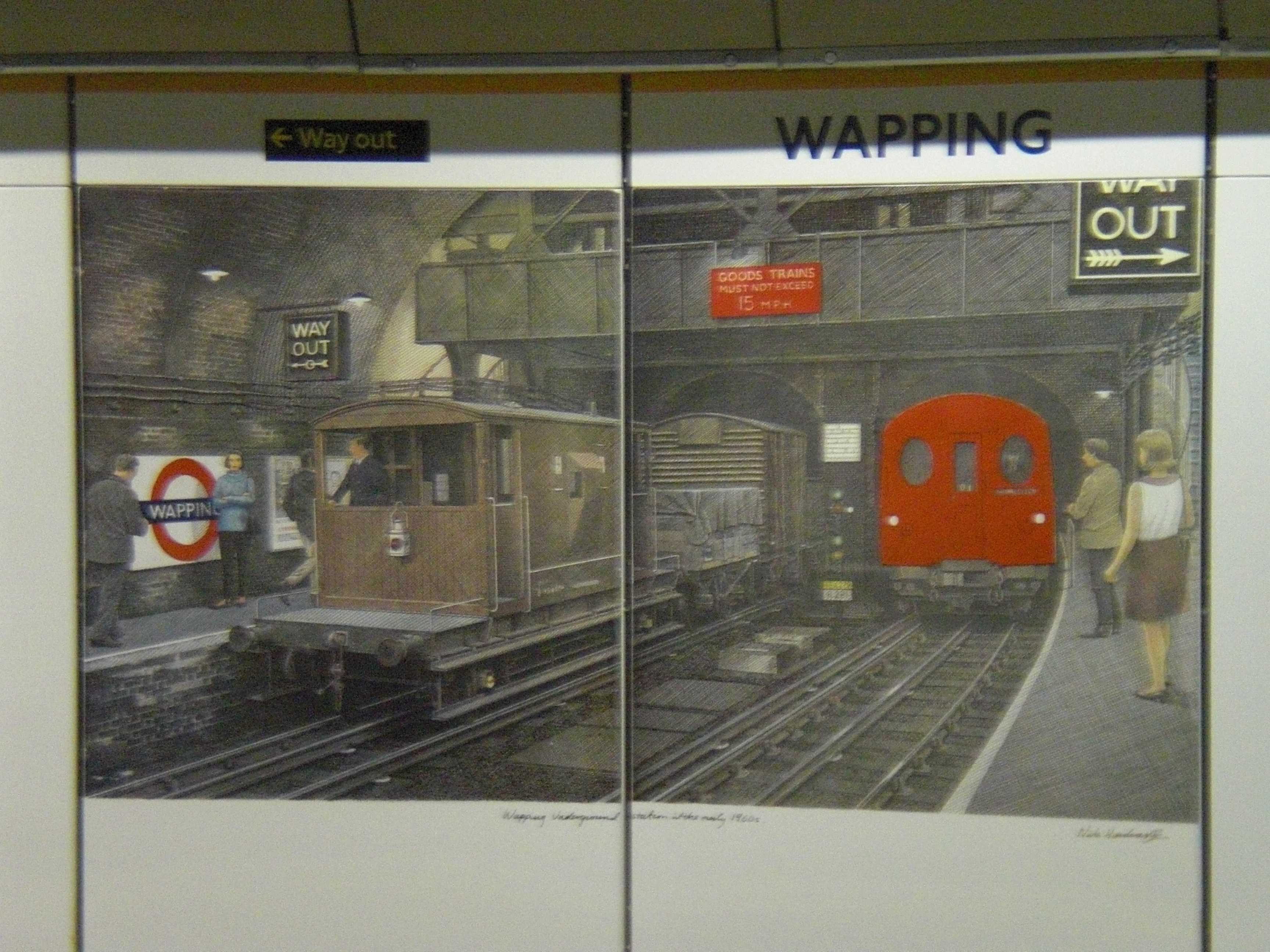
Emaille-Panel von Nick Hardcastle
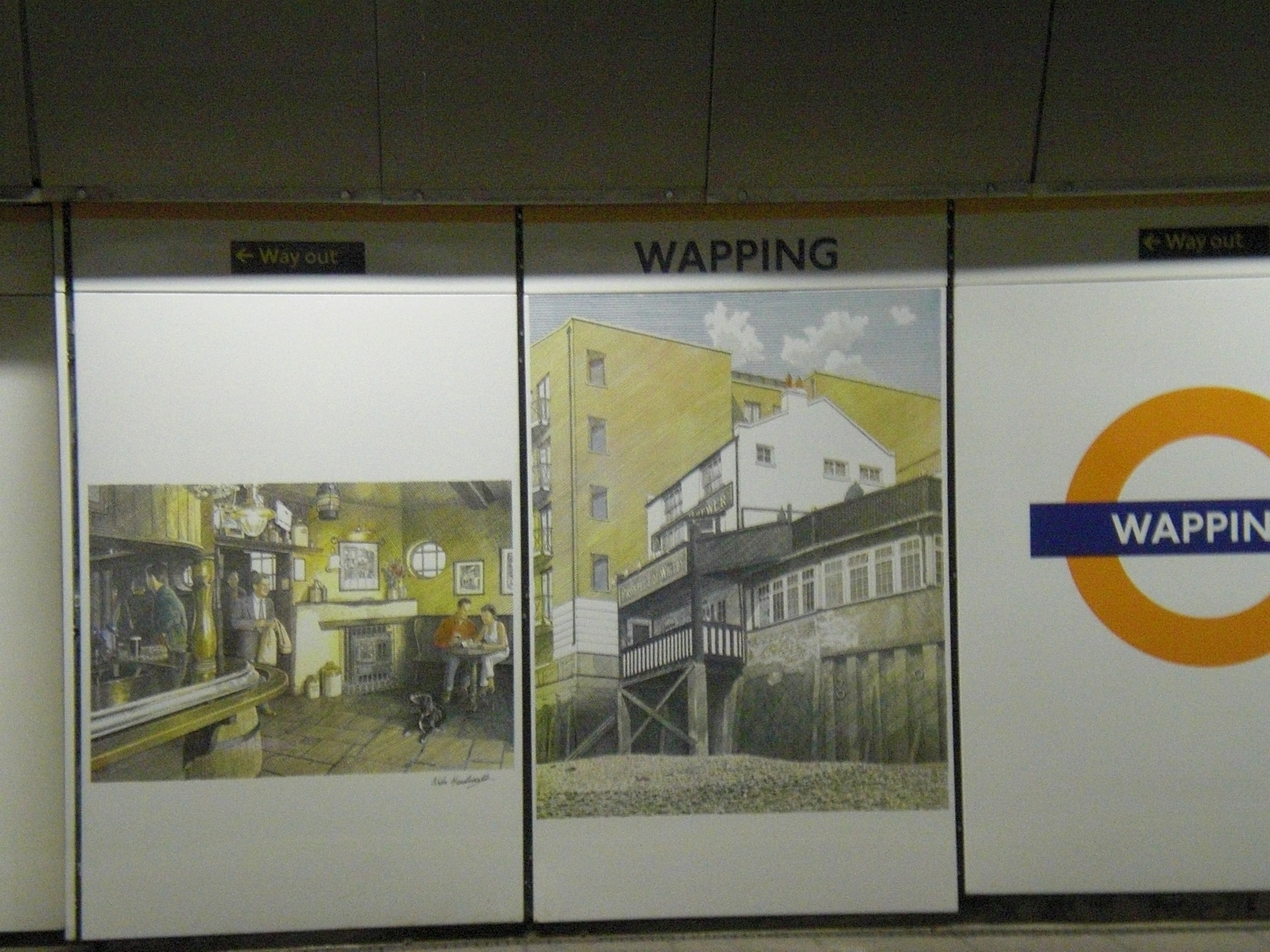
Emaille-Panel von Nick Hardcastle
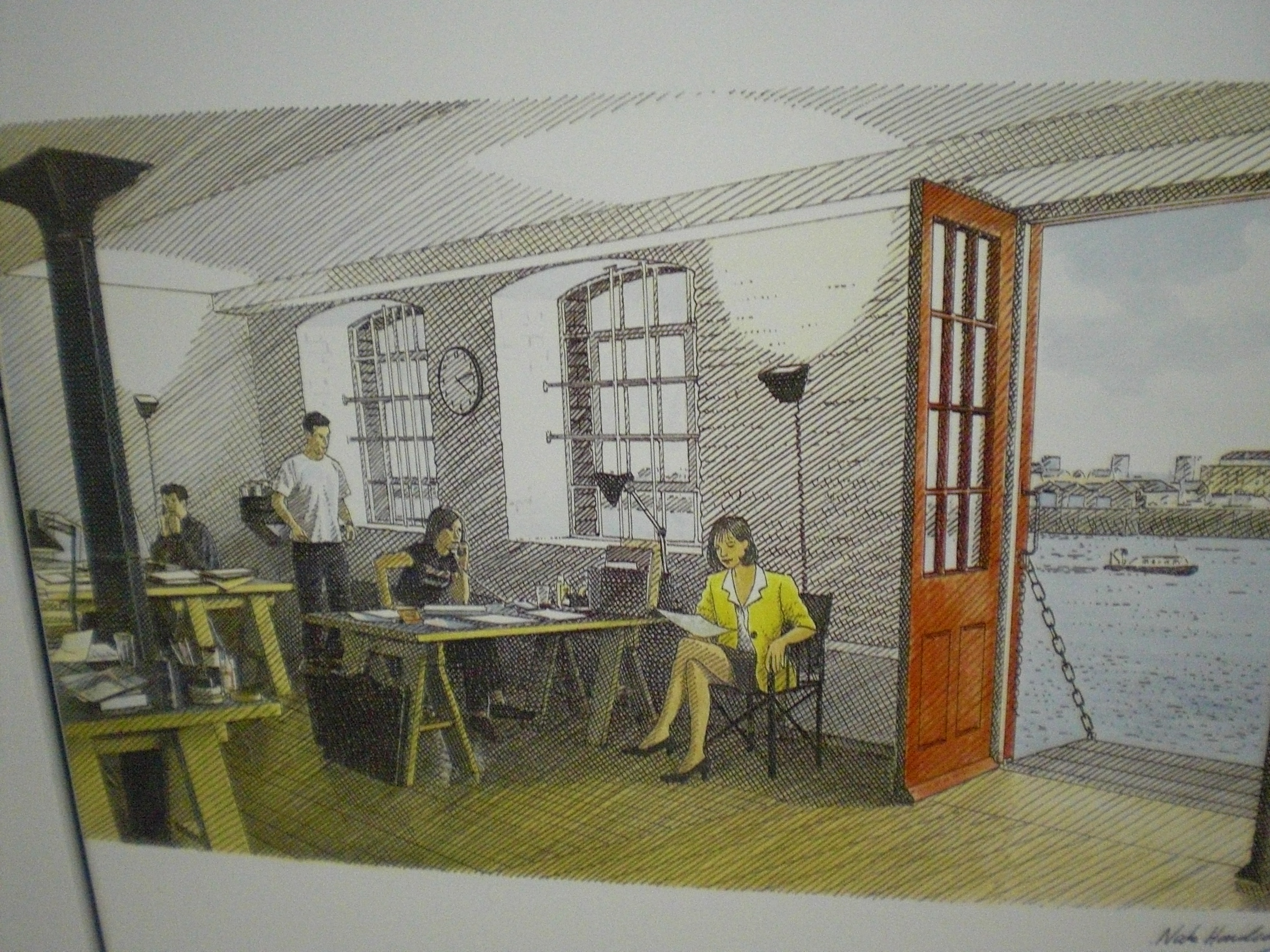
Emaille-Panel von Nick Hardcastle